# 9882 Stallman
9882 Stallman eller 1994 SS9 är en asteroid i huvudbältet som upptäcktes den 28 september 1994 av Spacewatch vid Kitt Peak-observatoriet. Den är uppkallad efter programmeraren Richard Stallman.
Asteroiden har en diameter på ungefär 4 kilometer.